# Absolute Body Control
Absolute Body Control is een Belgische muziekgroep die minimale elektronische new wave maakt met invloeden van electronic body music, synthipop en industriële muziek. De leden zijn Dirk Ivens en Eric van Wonterghem. 
De groep werd opgericht in 1979 door Dirk Ivens (synthesizer), Marc de Jonghe (synths) en Veerle de Schepper (achtergrondvocalen). De Jonge werd in 1981 vervangen door Van Wonterghem. Tot het einde van de groep in 1984 werden een aantal cassettes in eigen beheer uitgebracht en een single maar geen vinylalbum. Daarna werden Ivens en Van Wonterghem lid van andere bands waaronder The Klinik en Sonar.
In 1993 en 2005 werden compilatiealbums uitgebracht van Absolute Body Control. De groep werd in 2006 heropgericht en geeft weer concerten. In 2007 werd de lp/cd Wind[Re]Wind uitgebracht, waarvoor oude nummers opnieuw werden opgenomen. In 2016 wordt deze heruitgebracht op 2 LP's. In 2010 volgde het album Shattered Illusion met nieuwe nummers.
Een productieve periode vanaf 2020: er verschijnt het album One thousand nine hundred eighty - Two thousand twenty. 1980_2020: een 3 dubbel LP, 400 exemplaren op Oraculo Records. Dit album bevat covers van de groep, elk nummer gebracht door telkens een andere artiest, oa Nina Belief en Gertrud Stein brengen een cover.
Een 10 inch vinyl komt uit 'A new dawn' op Mecanica. Deze verschijnt in gekleurd en zwart vinyl. In 2020 verschijnt bovendien een box met 4 Lp's of 2 cd's  op Mecanica. Lost/Found. Op de poster die er bij zit is geen vermelding over de hierboven vermelde uitgaven 1980_2020 te bespeuren, ook a new dawn staat niet vermeld. 